# Rezolucja quebecka
Rezolucja quebecka zwana także Rezolucją 72 postulatów – dokument sporządzony na zakończenie konferencji w Quebecu (1864), określający podstawy funkcjonowania Konfederacji Kanady. Dokument był podstawą do negocjacji w czasie konferencji londyńskiej w sprawie Kanady.
Tłumaczenie tekstu rezolucji:
1. Dla zapewnienia dzisiejszych w przyszłych korzyści Brytyjskiej Ameryki Północnej powołana zostanie Federacyjna Unia pod auspicjami Monarchii Wielkiej Brytanii, zakładając, że taka Unia ograniczona będzie do kilku prowincji.
2. System rządowy Federacji Prowincji Brytyjskiej zaadaptuje zastane lokalne warunki by pogodzić różnorodność interesów poszczególnych prowincji przy jednoczesnych efektywności rządzenia i harmonii wspólnych interesów oraz trwałości Unii. Wspólny rząd będzie reprezentował interesy całości kraju, podczas gdy rządy prowincjonalne interesy lokalne prowincji: Dolnej Kanady, Górnej Kanady, Nowej Szkocji, Nowego Brunszwiku oraz Wyspy Księcia Edwarda. Zastaje także podjęta prowizja dla dołączenia do Unii na tych samych warunkach prowincji Nowa Fundlandia, Terytoriów Północno-Zachodnich, Brytyjskiej Kolumbii i Vancouver.
3. Konferencja, w sprawie przyszłej konstytucji, ze względu na zachowanie związków z macierzą i najlepszy interes prowincji, pragnie zachować model Konstytucji Brytyjskiej, tak wiernie jak zezwolą na to okoliczności.
4. Nadrzędna władza będzie przekazana Suwerenowi Zjednoczonego Królestwa Wielkiej Brytanii i Irlandii oraz wykonywana zgodnie z najszerzej rozumianymi zasadami konstytucyjnymi Wielkiej Brytanii przez suwerena lub jego pełnomocnika.
5. Władza nadrzędna sprawować będzie nadzór nad marynarką wojenną i lądową siłą zbrojną.
6. Powołany zostanie Parlament Federalny, składający się z Rady legislacyjnej (Senatu) i Izby Gmin.
7. Rada Legislacyjna podzielona będzie na trzy oddziały – pierwszy dla Górnej Kanady, drugi dla Dolnej Kanady i trzeci dla Nowej Szkocji, Nowego Brunszwiku i Wyspy Księcia Edwarda. Każdy z oddziałów będzie posiadał równą liczbę reprezentantów w Radzie Legislacyjnej.
8. Liczba reprezentantów w Radzie Legislacyjnej powinien być następująca: 24 członków z Dolnej Kanady, 24 członków z Górnej Kanady oraz 24 członków z prowincji nadmorskich, z których 10 ma przypaść Nowej Szkocji, 10 Nowemu Brunszwikowi i 4 Wyspie Księcia Edwarda.
9. Nowa Fundlandia otrzymuje prawo włączenia się do unii z czterema członkami Rady Legislacyjnej.
10. Terytoria Północno-Zachodnie, Brytyjska Kolumbia i Vancouver powinny być dopuszczone do Unii na warunkach uznanych za równe i sprawiedliwe, za zgodą suwerena, a w przypadku Brytyjskiej Kolumbia i Vancouver dodatkowo za zgodą lokalnych rządów.
11. Członkowie Rady Legislacyjnej mają być mianowani dożywotnio przez Koronę za pośrednictwem generalnego gubernatora. Jeżeli którykolwiek z deputowanych pozostanie nieobecnym w radzie przez dwie kolejne sesje, przywilej powinien mu być odebrany, a jego miejsce stać się wakatem.
12. Członek Rady Legislacyjnej będzie musiał być obywatelem brytyjskim przez urodzenie lub nadanie, w wieku co najmniej 30 lat i posiadać majątek nieruchomy co najmniej trzech tysięcy dolarów z uwzględnieniem wszelkich długów i należności i ma obowiązek utrzymać taki majątek przez cały sprawowania urzędu. W przypadku deputowanych z Nowej Fundlandii i Wyspy Księcia Edwarda, majątek ten może być kombinacją nieruchomości i aktywów.
13. Wszelkie kwestie kwalifikacji członków Rady powinny być rozpatrywane przez samą Radę.
14. Z wyjątkiem Wyspy Księcia Edwarda, członkowie Rady Legislacyjnej, powinni być wybierani spośród prowincjonalnych Rad Legislacyjnych, tak długo jak będzie dostępna wystarczająca liczba odpowiednich kandydatów, zdecydowanych podjąć funkcje. Strona nominująca powinna dbać, by w Radzie Legislacyjnej wszystkie partie polityczne były sprawiedliwie reprezentowane.
15. Marszałek Rady legislacyjnej powinien być mianowany przez Suwerena. Rolą Marszałka ma być decydujący głos w przypadku nierozstrzygniętego głosowania.
16. Każdy z 24 członków Rady Legislacyjnej pochodzących z Dolnej Kanady powinien być powołany z 24 czterech okręgów jak pokazuje to załącznik A. Każdy z nominowanych musi być mieszkańcem okręgu lub zostać zaakceptowany w danym okręgu.
17. Wielkość reprezentacji poszczególnych prowincji w Izbie Gmin określana będzie na podstawie spisów powszechnych, które odbywać się maja co dziesięć lat. 194 miejsca w pierwszym parlamencie rozdzielone zostaną jak następuje: Górna Kanada – 82, Dolna Kanada – 65, Nowa Szkocja – 19, Nowy Brunszwik – 15, Nowa Fundlandia – 8 i Wyspa Księcia Edwarda – 5.
18. Do czasu pierwszego spisu powszechnego w 1871 nie będą dokonywane zmiany w reprezentacji poszczególnych prowincji.
19. Bezpośrednio po przeprowadzeniu spisu powszechnego reprezentacja w parlamencie zostanie zmieniona zgodnie z rzeczywistą liczbą ludności.
20. Jako podstawę do takich zmian zakłada się, że Górna Kanada ma posiadać stałą liczbę 65 miejsc, a reprezentacje pozostałych prowincji będą wyznaczane na podstawie średniej populacji na reprezentanta w tej prowincji, tak by była ona zbliżona do tej w Górnej Kanadzie.
21. Zmiana reprezentacji nie będzie dokonywana, dopóki zmiany w populacji nie przekroczą pięciu procent.
22. Liczba deputowanych będzie obliczana przez zaokrąglenie liczy wynikowej w górę.
23. Podział prowincji na odpowiednie okręgi wyborcze leżeć będzie w zakresie odpowiedzialności lokalnych legislatur.
24. Lokalne legislatury mogą od czasu do czasu zmieniać zasięg okręgów wyborczych w celu odpowiedniej reprezentacji.
25. Liczba deputowanych może być podniesiona tylko przez urzędujący parlament.
26. Do czasu podjęcia odpowiednich uchwał przez parlamenty lokalne, prowincjonalne prawa dotyczące czynnego i biernego prawa wyborczego oraz rodzaju przysięgi wyborczej mają być zachowane. Jeżeli jakiekolwiek miejsce w parlamencie zostanie opróżnione, wybory uzupełniające wyłonią zastępcę.
27. Parlament musi być rozwiązany nie później niż w pięć lat od daty powszechnych wyborów.
28. Przynajmniej jedna sesja parlamentu musi nastąpić w okresie 12 miesięcy.
29. Parlament federalny obowiązany jest do uchwalania praw dla pokoju, dobrobytu i dobra kraju w następującym zakresie:
  1. Długu publicznego i własności publicznej
  2. Regulacji wymiany handlowej i gospodarki
  3. Uchwalania cel importowych i eksportowych z wyjątkiem eksportu surowców przemysłu leśnego z Nowego Brunszwiku i mineralnego z Nowej Szkocji.
  4. Podatków od sprzedaży.
  5. Innej formy opodatkowania
  6. Pożyczek w celu zrównoważenia budżetu.
  7. Usług pocztowych.
  8. Środków komunikacyjnych – kolejowych i innych łączących dwie lub więcej prowincji lub rozciągających się poza jakkolwiek prowincje.
  9. Międzynarodowej żeglugi parowej oraz pomiędzy prowincjami
  10. Telegrafu i koncesjonowania firm telegraficznych
  11. Wszystkie sprawy, które choć ograniczają się do jednej prowincji, podchodzą pod jurysdykcję federalną
  12. Spisu powszechny
  13. Milicji, marynarki wojennej i obrony
  14. Locji
  15. Nawigacji morskiej
  16. Kwarantanny
  17. Rybołówstwa
  18. Przepraw morskich pomiędzy prowincjami i obcymi krajami
  19. Emisji pieniądza
  20. Koncesjonowania i nadzorowania banków
  21. Koncesjonowania i nadzorowania kas oszczędności
  22. Miar i wag
  23. Wymiany pieniądza
  24. Stóp oprocentowania
  25. Mennicy
  26. Upadłości i ochrony przed wierzycielami
  27. Rejestracji petentów i znaków
  28. Ochrony praw autorskich
  29. Spraw Indian i rezerwatów indiańskich
  30. Naturalizacji i obywatelstwa
  31. Spraw cywilnych – małżeństw i rozwodów
  32. Prawa kryminalnego
  33. Nadzorowania spójności praw własności i cywilnych pomiędzy prowincjami oraz dbania o spójność procedur.
  34. Najwyższego sądu apelacyjnego
  35. Emigracji
  36. Rolnictwa
  37. Respektowania głosu prowincji nie tylko w sprawach w ich kompetencji.
30. Rząd Federalny i Prowincjonalne jako część Wielkiej Brytanii będą respektować wszystkie traktaty międzynarodowe zawarte przez Wielką Brytanię.
31. Parlament od czasu do czasu będzie mógł powoływać specjalne komisje parlamentarne o kompetencjach sądowych dla badania istotnych spraw.
32. Wszystkie prowincjonalne sądy, sędziowie i oficerowie prowincjonalni mieć będą obowiązek podporządkowywania się rozporządzeniom rządu Federalnego.
33. Obowiązkiem Rządu Federalnego będzie mianowanie sędziów i finansowanie prowincjonalnych sądów najwyższych.
34. Do czasu pełnej konsolidacji prowincje maja wyznaczyć sędziów spośród zarejestrowanych sędziów.
35. Sędziwie w Dolnej Kanadzie mają być mianowani spośród zarejestrowanych i uznanych w tej prowincji.
36. Sędziowie Sadu Admiralicji mają być finansowani przez Rząd Federalny
37. Sędzia Sądu Najwyższego będzie mógł być usunięty za zgodą obu izb Parlamentu
38. W każdej prowincji będzie mianowany oficjał zwany gubernatorem porucznikiem, mianowanym przez gubernatora generalnego.
39. Stanowisko gubernatora porucznika ma być finansowane przez gubernatora generalnego.
40. Ustalając zasadę w powyższym punkcie, konferencja ta nie czyni żadnych komentarzy do poziomu dochodów obecnego gubernatora Wyspy Księcia Edwarda.
41. Prowincjonalne rządy i parlamenty powinny być utrzymane w takim kształcie, w jakim są obecnie.
42. Lokalne Legislatury mają prawo da zmian konstytucji swych prowincji
43. Zakres kompetencji legislatur prowincjonalnych ma być jak następuje:
  1. W Nowym Brunszwiku system podatkowy i cła na wyroby leśne, a w Nowej Szkocji węgiel i inne kopaliny.
  2. Pożyczanie pieniędzy na finansowanie budżetu prowincjonalnego.
  3. Kształt rządów lokalnych, mianowanie i finansowanie urzędników.
  4. Rolnictwo
  5. Emigracja
  6. Szkolnictwo, zachowujące przywileje tak protestantów jak i katolików.
  7. Zarządzanie i obrót gruntami publicznymi z wyjątkiem tych należących do Rządu Federalnego
  8. Rybołówstwo przybrzeżne i śródlądowe.
  9. Utworzenie, dozorowanie i zarząd więzień
  10. Utworzenie, dozorowanie i zarządzanie szpitalami i przytułkami.
  11. Samorząd terytorialny i sprawy miast
  12. Licencjonowanie handlu, wyszynku, karczm i gospód.
  13. Lokalne roboty publiczne
  14. licencjonowanie i nadzór zawierania lokalnych spółek handlowych i przemysłowych, z wyjątkiem tych należących do kompetencji Rządu Federalnego.
  15. Prawo cywilne i własnościowe, z wyjątkiem tych należących do kompetencji federalnej.
  16. Ściganie przestępstw, sądzenie i karanie w związku ze sprawami wchodzącymi w zakres jurysdykcji prowincjonalnej.
  17. Organizacja cywilnych i kryminalnych sądów prowincjonalnych.
  18. Wszystkie inne sprawy o charakterze lokalnym nie leżące w kompetencji federalnej.
44. Prawo do darowania kar oraz zwolnień warunkowych będzie leżeć w kompetencji Korony i będzie wykonywane przez gubernatorów.
45. W sprawie jurysdykcji, które należą do obu federalnego i prowincjonalnych parlamentów ustawy federalne będą miały moc wiążącą i nadrzędną.
46. Oba języki angielski i francuski będą mogły być używane w obradach parlamentu federalnego oraz w legislaturze prowincjonalnej Dolnej Kanady jak i w odpowiednich sądach.
47. Tereny należący do Rządów Federalnego i Prowincjonalnych wyłączone są z opodatkowania.
48. Wszelkie ustawy, które mają do czynienia z dochodami publicznymi i podatkami muszą być inicjowane przez Izbę Gmin.
49. Wszelkie ustawy, które mają do czynienia z dochodami publicznymi i podatkami muszą być poprzedzone informacją dla gubernatora generalnego, jeśli dotyczą Federacji, lub gubernatora porucznika, jeśli dotyczą prowincji.
50. Jakakolwiek ustawa z wyjątkiem powyższych może być zainicjowana przez Koronę lub jej reprezentanta.
51. Jakakolwiek ustawa uchwalona przez Parlament Federalny lub prowincjonalne może być odrzucona przez Koronę w ciągu dwóch lat od uchwalenia, lub jej reprezentanta w ciągu roku od ich uchwalenia.
52. Stolicą kraju ma być Ottawa.
53. Stolicą Górnej Kanady ma być Toronto, a Dolnej Kanady Quebec. Stolice innych prowincji mają pozostać jak w chwili obecnej.
54. Wszystkie ruchome aktywa należące do prowincji zostaną przejęte przez Rząd Federalny w chwili zawiązania Konfederacji.
55. Następujące roboty publiczne i nieruchomości leżące wewnątrz prowincji będą należeć do kompetencji Rządu federalnego:
  1. Kanały
  2. Publiczne porty
  3. Latarnie morskie i nabrzeża
  4. Parowce i inne publiczne okręty
  5. Dozór dróg wodnych na rzekach i jeziorach
  6. Koleje
  7. Drogi militarne.
  8. Budynki urzędów celnych, urzędów pocztowych oraz inne budynki używane przez Rząd Federalny.
  9. Nieruchomości będące własnością Korony
  10. Instalacje militarne
  11. Inne tereny przeznaczone pod użytkowanie publiczne
56. Wszystkie zasoby mineralne i związane z tym dochody w będą przekazane pod zarząd lokalny i zyski z nich płynące będą należały rządów prowincjonalnych. Respektowane będą tytuły własności prywatnej do takich zasobów.
57. Wszelkie należności i pożyczki związane z eksploatacją zasobów naturalnych przejęte będą przez rządy prowincjonalne.
58. Jakiekolwiek bieżące zobowiązania mają być wypełnione przez rządy prowincjonalne.
59. Prowincje mają zachować prawa da wszelkich nieruchomości publicznych z wyjątkiem tych należnych Rządowi Federalnemu.
60. Rząd Federalny przejmuje na siebie długi prowincjonalne.
61. Dług publiczny w chwili zawiązania konfederacji nie powinien przekraczać: Dla Górnej i Dolnej Kanady 62,5 miliona, Nowej Szkocji 8 milionów i Nowego Brunszwiku 7 milionów dolarów.
62. W przypadku Nowej Szkocji i Nowego Brunszwiku jeśli dług publiczny będzie mniejszy niż to określono, prowincje powinny być uprawnione do otrzymania odsetek w wysokości 5 procent od różnicy pomiędzy długiem rzeczywistym a zakładanym.
63. W przypadku Nowej Fundlandii i Wyspy Księcia Edwarda, które nie maja długu publicznego, otrzymają one pięcioprocentowe odsetki, płacone w półrocznych latach, od sumy obliczanej na podstawie wielkości populacji.
64. Transfery podatkowe dla Rządu Federalnego, oraz pomoc finansowa dla prowincji w wysokości 80 centów na głowę, na podstawie spisu powszechnego z 1861, dokonywane będę w płatnościach półrocznych.
65. Ze względu na specyfikę Nowego Brunszwiku od czasu konfederacji, w półrocznych latach wypacana będzie dodatkowa pomoc w wysokości 63 tysięcy dolarów płatnych w ratach półrocznych.
66. Ze względu na gotowość rządu Nowej Fundlandii do zrzeczenia się praw do kontroli na prowincjonalnymi zasobami naturalnymi na rzecz Rządu Federalnego, rekompensata 150 tysięcy dolarów rocznie będzie wpłacana tej prowincji.
67. Wszystkie umowy dotyczące obronności zawarte przez prowincje przed aktem konfederacji będę dotrzymywane przez Rząd Federalny.
68. Rząd Federalny jest zobowiązany do niezwłocznego ukończenia budowy linii kolejowej z Nowego Brunszwiku do Nowej Szkocji.
69. Konferencja uznaje za sprawę wielkiej wagi utworzenie środków komunikacji z Terytoriami Północno-Zachodnimi w możliwie jak najszybszym terminie, jeśli tylko pozwoli na to sytuacja finansowa.
70. Postanowienia konferencji mają być ratyfikowane przez parlamenty lokalne.
71. Jej Królewska Mość ustali kolejność przystąpienia prowincji do federacji oraz nada im odpowiednie nazwy według jej uznania.
72. Dokument rezolucji ma zawierać podpisy wszystkich uczestników konferencji. Kopia jego ma być dostarczona do lokalnych rządów i parlamentów przez przedstawicieli danych prowincji. Prowadzący konferencję przekaże dokument gubernatorowi generalnemu.